# Anders Orth
Anders Orth (* 1962 in Mönchengladbach) ist ein deutscher Musiker, Komponist, Autor, Schauspieler und Regisseur.

## Leben
Orth legte das Abitur 1982 am Hugo-Junkers-Gymnasium in Mönchengladbach-Rheydt ab. Von 1984 bis 1989 studierte er Musik (Gitarre, Klavier und Gesang) sowie Deutsch (Schwerpunkt: Theater) an der EZW Fakultät in Köln. Nebenbei erhielt er privaten Schlagzeugunterricht beim Schweizer Schlagzeuger Beat Foster. Außerdem spielt er u. a. Akkordeon, Mandoline und Bass.
Erste Auftritte hatte Orth ab 1982 mit der deutsch-türkischen Musikgruppe „Sehnsucht“ und ab 1984 mit der von ihm mitgegründeten deutsch-türkischen Band „Yarinistan/Morgenland“. 1985 gründete er das Kinderlieder/Mitmach/Theater „Lila Lindwurm“, mit dem er bis heute über 5.000 Auftritte in ganz Deutschland, Luxemburg, Belgien, Österreich und der Schweiz absolvierte. Es entstanden zwölf Kinderlieder-Mitmach-Theaterproduktionen, für die Anders Orth Musik und Text verfasste und teilweise Regie führte. Bei den Soloprogrammen teilte er sich die Regie mit dem türkischen Regisseur und Pantomimen Mehmet Fistik, mit dem er für das „Theater das bewegt“ auch die Kindertheaterproduktion „Nasreddin und die Räuber“ schrieb und die Titelrolle spielte. In Fistiks „Karagöz auf Traumreise“ übernahm er die Rolle des Hacivat.
Im Jahr 1992 gründete Orth zusammen mit dem Schauspieler Philipp Seiser und dem Musiker Tommy Weger zunächst die Musikkabarettgruppe „Die Schoppenhauer“ und spielte von 1994 bis 2012 zusammen mit Weger im Musikkabarettduo „Die letzten Chauvikaner“. Seit 2010 führte er bei drei Programmen für den Liedermacher Frank Bode im Kinderbereich und Kabarett Regie. Seit 2002 ist er zudem künstlerischer Leiter des Kinderliederfestivals KiliFee in Mönchengladbach und Umgebung.
„Lila Lindwurm“, Kabarett und seine Arbeit für die WDR-Sendung „1Live“ wurde in etlichen Sendungen und Fernsehbeiträgen dokumentiert.
Orth ist Mitglied im Autorennetzwerk kindermusik.de.
Anders Orth ist verheiratet und hat zwei Töchter.

## Diskografie
Lila-Lindwurm-CDs
- 1995: Lila Lindwurm: Kunterbunt
- 1995: Lila Lindwurm: Tierisch & Wackelpetra
- 1997: Lila Lindwurm: Monsterquatsch und Wackelzähne
- 1998: Lila Lindwurm: Zirkus Bienenstich
- 1999:   Lila Lindwurm: Die Krachmacher
- 2000:   Lila Lindwurm: Eulalia Zauberbrei
- 2000:   Die letzten Chauvikaner – Unter Männern
- 2001:   Lila Lindwurm: Nasreddin und die Räuber
- 2003:   Lila Lindwurm: Ronja und die Weihnachtshexe
- 2006: Lila Lindwurm: Gib Zucker!
- 2010:   Lila Lindwurm: Hüpfvergnügt
- 2010:   Lila Lindwurm: Freudensprünge
- 2012:   Lila Lindwurm: Piet, der Weihnachtspirat
- 2019:   Lila Lindwurm: Wild im Wald – Still am See (Grüntöne) Doppel CD
- 2022:   Lila Lindwurm: Radio Rabatz (die musikalische Radioshow für Kinder)
- 2024:   Lila Lindwurm: Affenstarke Kinder (Digitaler Singel release, HörNeu)

Liederbücher
- 1990:   Lila Lindwurm Liederbuch
- 1995:   Lila Lindwurm: Wackelpetra und Tierisch
- 1995:   Lila Lindwurm: Die Krachmacher
- 1995:   Lila Lindwurm: Zirkus Bienenstich
- 1997:   Lila Lindwurm: Monsterquatsch und Wackelzähne
- 2001:   Lila Lindwurm: Eulalia Zauberbrei
- 2006:   Lila Lindwurm: Lieder und Materialienmappe / Gib Zucker!

Alle CDs und Liederbücher erschienen im Lila Lindwurm Verlag.
Zusätzliche digitale Veröffentlichung der Lieder über das Dortmunder Label HörNeu Musik.
CD-Sampler und Bücher mit Liedern von Anders Orth in anderen Verlagen (Auswahl):
- 2006: Klaus Neuhaus – Weihnachtsliederhits (Schott Verlag)
- 2008: Capito! – Warum heulen Wölfe? (Terzio)
- 2008:   Best of kindermusik CD (PSST Music)
- 2009:   Chor Verband NRW – Toni singt im Kindergarten Liederbuch (Chor Verband NRW e.V.)
- 2010:   Unser Liederbuch – kindermusik.de (PSST Music)
- 2012:   Kleinkindertanzhits 2 CD (Lamp und Leute / universal)
- 2012:   Fußballhits für Kids CD (music2gold)
- 2013:   Unser Liederbuch 2 (PSST Music)
- 2014:   Wolfgang Hering – Meine schönsten Kunterbunten Lieder (Ökotopia)
- 2015:   Tierlieder Doppel CD (PSST Music)
- 2016:   Kleine Ukulele Schule (PSST Music)
- 2018:   Piraten Lieder für Kinder Vol. 2 / Buch und CD (Verlag Stephen Janetzko)
- 2019:   Das Kinderlieder Festival (Alfred Music)
- 2020:   Das Liederbuch – 42 starke Kinderlieder für eine bessere Welt Buch und CD (Verlag Stephen Janetzko)